# Łohoza
Łohoza (biał. Лагаза, ros. Логоза) – wieś na Białorusi, w rejonie łohojskim obwodu mińskiego, około 7 km na północny zachód od Łohojska, siedziba sielsowietu.
Wieś magnacka położona była w końcu XVIII wieku w hrabstwie łohojskim w powiecie mińskim województwa mińskiego

## Historia
W XVII wieku Łohoza należała – wraz z innymi majątkami w okolicy Łohojska – do rodziny Tyszkiewiczów. W 1800 roku Łohozę nabył Jan Pawlikowski herbu Cholewa, łowczy, a następnie podczaszy i sędzia ziemski miński, poseł województwa mińskiego na sejm w 1764 roku i Sejm Czteroletni w 1788 roku. Jego syn Michał, kolejny właściciel Łohozy, nie pozostawił potomstwa. Majątek odziedziczył Stefan (ur. w 1812 roku), syn Dominika, brata Michała. W 1878 roku Łohoza została sprzedana Stanisławowi Andrzejowi Houwaltowi, spolonizowanemu Niemcowi. Ostatnim dziedzicem majątku był jego syn Stanisław Houwalt.
W wyniku II rozbioru Polski wieś znalazła się w 1793 roku w Imperium Rosyjskim. W latach 1919–1920 była pod polskim zarządem wszedłszy w skład powiatu borysowskiego. W 1921 roku znalazła się w ZSRR, a od 1991 roku – na Białorusi.
Słownik geograficzny Królestwa Polskiego odnotowuje, że za czasów okupacji rosyjskiej folwark ten zamieszkiwało 106 dusz męskich.

## Dawne zabytki
Prawdopodobnie zaraz po nabyciu Łohozy w 1800 roku Jan Pawlikowski pobudował tu dwór istniejący do 1917 roku. Był to duży prostokątny budynek o trzynastoosiowej elewacji, w centralnej, pięcioosiowej części piętrowy, z czterokolumnowym portykiem w wielkim porządku. Wnętrze miało układ dwutraktowy, amfiladowy. Dwór był otoczony ogrodem spacerowym, w którym znajdowały się aleje lipowe i sadzawka z wyspą. Niedaleko sad owocowy i warzywnik. 
Obecnie po majątku nie ma śladu. Został on opisany w 1. tomie Dziejów rezydencji na dawnych kresach Rzeczypospolitej Romana Aftanazego.